# Ordonho III de Leão
Ordonho III de Leão (925 — Zamora, agosto de 956) foi rei de Leão desde 951 até à sua morte.

## Biografia
Sendo filho de Ramiro II de Leão, sucedeu-lhe no trono após a morte deste. O seu reinado pautou-se pelas constantes revoltas dos condes castelhanos (mormente Fernão Gonçalves), os quais, em conjunto com o seu meio-irmão Sancho procuraram destroná-lo, bem como pela insubmissão dos nobres galegos e ainda os ataques dos muçulmanos.
Para fazer face a estes problemas, organizou uma grandiosa expedição que logrou alcançar Lisboa, mas que não chegou a tomar, tendo estabelecido uma trégua com o califa de Córdova Abederramão III. Pouco depois, quando regressava a Leão, faleceu prematuramente em Zamora, deixando o trono ao seu meio-irmão, Sancho I.

## Relações familiares
Foi filho de Ramiro II, rei de Leão (900 - 965) e de Ausenda Guterres, filha de Guterre Ozores de Coimbra  e de  Aldonça Mendes de Coimbra. Casou em 950 com Urraca Fernandes de Castela, filha do conde de Castela Fernão Gonçalves e Sancha Sanches de Pamplona, de quem teve:
1. Ordonho de Leão, infante de Leão, morreu jovem,
2. Teresa de Leão, infanta de Leão, freira no Mosteiro de San Julián de Leão.

Foi sua amante Elvira Pais Daza, (esposa de Munio Froilaz de Coimbra) filha de Paio Gonçalves, conde de Deza e de Ermesinda Guterres de Coimbra de quem teve:
1. Bermudo II, rei de Leão (956 - Setembro de 999) que veio a casar com Elvira Garcia, filha de Garcia Fernandes, conde de Castela e de Ava de Ribagorza.[6]

## Ancestrais

Brasão com as Armas do reino de Leão.